# Коржове (Сватівський район)
Коржове (колишня назва Петрі́вка) — село в Україні, у Сватівській міській громаді Сватівського району Луганської області.
Населення становить 945 осіб. Орган місцевого самоврядування — Коржовська сільська рада.

## Населення

### Мова
Розподіл населення за рідною мовою за даними перепису 2001 року:
| Мова       | Кількість | Відсоток |
| ---------- | --------- | -------- |
| українська | 897       | 94.92%   |
| російська  | 47        | 4.97%    |
| білоруська | 1         | 0.11%    |
| Усього     | 945       | 100%     |

## Пам'ятки
Поблизу села розташований загальнозоологічний заказник місцевого значення «Мостківський ».

## Відомі люди
- Рибальченко Олександр Миколайович (1994—2018) — молодший сержант, командир топогеодезичного відділення 93-ї ОМБр. Збройних сил України, загинув при виконанні обов'язків, під час війни на сході України в районі міста Маріуполь.[3]